# Pascal Witmeur
Pascal Witmeur (ur. 1 kwietnia 1955 w Etterbeek) – belgijski kierowca wyścigowy.

## Kariera
Witmeur rozpoczął karierę w wyścigach samochodowych w 1976 roku od startów w Brytyjskiej Formule 3 BARC. Z dorobkiem jednego punktu uplasował się tam na 21 pozycji w klasyfikacji generalnej. W późniejszych latach pojawiał się także w stawce Brytyjskiej Formuły 3 BRDC Vandervell, Europejskiej Formuły Super Vee, Aurora F1 Series, Francuskiej Formuły Renault, Europejskiej Formuły 3, FIA World Endurance Championship, IMSA Camel GTO, European Touring Car Challenge, World Sports-Prototype Championship, World Sports-Prototype Championship, Campionnat du Belgique Gr.N, European Touring Car Championship, Belgian Touring Car Championship, Formuły 3000, 24-godzinnego wyścigu Le Mans, Belgian Procar oraz French Super Production Championship.
W Formule 3000 Belg został zgłoszony do belgijskiej rundy sezonu 1991 z włoską ekipą Crypton Engineering. Jednak nie zakwalifikował się do wyścigu.